# 热河都统署旧址
热河都统署旧址，位于中国河北省承德市都统府大街，为一处清代官衙建筑。1993年7月15日，列入河北省文物保护单位。2004年，于此处设承德民族民俗博物馆。
清雍正二年（1724年），清廷在热河设“驻防总管”；乾隆三年（1738年），改设“热河副都统”。嘉庆十五年（1810年），升为热河都统。热河都统辖直隶承德府，节制昭乌达、卓索图二盟。并建立都统衙门，是清代全国3处都统署之一（另有察哈尔都统署旧址）。1914年，北洋政府设热河特别区，仍留都统于此。1928年国民政府改为热河省，省政府仍设于此地。